# Frag-Mutti.de
Frag Mutti ist eine Ratgeber-Website rund um die Themen Haushalt, Rezepte und die Gestaltung eines bewussteren Alltags. Die Website wird von der Frag Mutti GmbH mit Sitz in Bietigheim-Bissingen betrieben. Gründer und Geschäftsführer ist Bernhard Finkbeiner.

## Gründung
Die Idee zur Website entstand im Sommer 2003, als Bernhard Finkbeiner mit seinem Freund Hans-Jörg Brekle in eine Wohngemeinschaft zog. Beim gemeinsamen Kochen wussten die Männer nicht, wie man Salzkartoffeln zubereitet, woraufhin Brekle bei seiner Mutter anrief. Nach dem erkenntnisreichen Telefonat legte er auf und sagte: Frag-Mutti.de. Der Name der Website war geboren. Die beiden beschlossen daraufhin eine Website zu schaffen, die zum Austausch von Tipps dient. Finkbeiner erstellte innerhalb eines Monats die Webseite.

## Angebot
Frag-Mutti.de gliedert sich in zehn Obersparten: Kochen & Backen, Getränke, Putzen, Waschen, Sparen, Familie & Gesundheit, Haus & Garten, Produkttests & Vergleiche, Frag Mutti TV und Sonstiges. Diese gliedern sich wiederum in viele Unterkategorien und enthalten unzählige Tipps rund um Haushalt, Alltag und Freizeit. Die Tipps auf der Seite stammen zum großen Teil aus der Community. Darüber hinaus werden von der Online-Redaktion kontinuierlich eigene Inhalte erstellt.
Neben Frag Mutti entstand die komplementäre Website Frag-Vati.de, auf der die Themen Heimwerken, Technik und Finanzen behandelt wurden. Die Website wurde später in frag-mutti.de integriert. Täglich besuchen über 100.000 Menschen die Website (Stand 2020). Besucherrekord war am 29. März 2020 mit fast 244.000 Klicks. Aus dem Webangebot gingen Ratgeberbücher hervor, die rund 100.000-fach verkauft wurden.
Bernhard Finkbeiner ist Mitgründer der Online-Beratungsplattform yourXpert, auf der Ratsuchende gegen Bezahlung Rat von Experten erhalten.

## Medienberichte
Seit 2004 wurden Bernhard Finkbeiner und Hans-Jörg Brekle von Zeitungen und Online-Medien aus Deutschland, Österreich und der Schweiz interviewt oder erwähnt (etwa die Südwest Presse, Westfälische Rundschau, Bild, Stuttgarter Nachrichten oder Spiegel Online) oder waren in Radio- und TV-Sendungen zu sehen, unter anderem in Stern TV oder im Porträt Netzmenschen bei ZDFneo.

## Veröffentlichungen
- Bernhard Finkbeiner, Hans-Jörg Brekle: Frag Mutti – Das Handbuch (nicht nur) für Junggesellen. Fischer Taschenbuchverlag, 2006, ISBN 3-596-16937-2.
- Bernhard Finkbeiner, Hans-Jörg Brekle: Frag Vati – Das Nachschlagewerk für alle Lebenslagen. Fischer Taschenbuchverlag, 2007, ISBN 978-3-596-17474-4.
- Bernhard Finkbeiner, Hans-Jörg Brekle: Frag Mutti – das Sparbuch. Fischer Taschenbuchverlag, 2008, ISBN 978-3-596-17814-8.
- Bernhard Finkbeiner, Hans-Jörg Brekle: Frag Mutti / Frag Vati – Zwei Bestseller in einem Band. Fischer Taschenbuchverlag, 2012, ISBN 978-3-596-19559-6.